# Avatar, le dernier maître de l'air (jeu vidéo)
Pour les articles homonymes, voir Avatar et Avatar : le dernier maître de l'air (homonymie).
 (février 2017).
Si vous disposez d'ouvrages ou d'articles de référence ou si vous connaissez des sites web de qualité traitant du thème abordé ici, merci de compléter l'article en donnant les références utiles à sa vérifiabilité et en les liant à la section « Notes et références ».
Avatar, le dernier maître de l'air est un jeu vidéo d'action-aventure basé sur la série animée Avatar, le dernier maître de l'air et édité par THQ. Il existe sur Game Boy Advance, GameCube, Nintendo DS, PlayStation 2, PSP, Wii, Windows, et Xbox.

## Accueil
- Jeuxvideo.com : 11/20[1] - 11/20 (Wii)[2] - 11/20 (DS)[3] - 13/20 (GBA)[4]